# Don't Wait Up
"Don't Wait Up" é uma canção da cantora colombiana Shakira, gravada para seu futuro décimo segundo álbum de estúdio. Composta pela artista em conjunto com Emily Warren e Ian Kirkpatrick, a faixa foi lançada como primeiro single do disco, através da Ace Entertainment e Sony Music Latin. "Don't Wait Up" marca a primeira canção em inglês de Shakira desde "Try Everything", em 2016.

## Antecedentes
Shakira anunciou inicialmente que um single acompanhado de um vídeo seria lançado em julho de 2021, na matéria da capa da edição de julho da Vogue México. A cantora anunciou a canção pela primeira vez em 12 de julho, em suas redes sociais, alterando suas fotos de perfil para uma paleta de cores de verão, a mudança resultou na hashtag "Shakira is coming", nos Trending Topics no Twitter. Em 13 de julho, a artista compartilhou um vídeo de 30 segundos do que poderia ser o nome e parte da letra de sua futura faixa. Mais tarde, no mesmo dia, Shakira revelou a arte da capa e seu título.

## Vídeo musical
O vídeo musical foi lançado em 16 de julho e foi filmado na ilha espanhola de Tenerife em junho de 2021.

## Faixas
- Streaming[8]

1. "Don't Wait Up" – 3:24

## Créditos and produção
Crédito adaptado do Tidal.
- Shakira – vocais, composição, produção
- Ian Kirkpatrick – composição, produção, engenheiro, gravação
- Emily Warren – composição, produção vocal
- Adam Ayan – masterização
- Dave Clauss – mixagem, engenheiro, gravação, produção vocal
- Josh Gudwin – mixagem
- Andros Rodriguez – engenheiro, gravação
- Roger Rodés – engenheiro, gravação
- Afo Verde – A&R direção
- Rafa Arcaute – A&R direção
- Oriana Hidalgo – A&R coordenação

## Charts
| Chart (2021)                                | Peak position |
| ------------------------------------------- | ------------- |
| Argentina Airplay (Monitor Latino)          | 19            |
| Bélgica (Ultratop 50 da Valônia)            | 13            |
| Bolivia (Monitor Latino)                    | 16            |
| Brasil (Pop Internacional)                  | 2             |
| República Checa (Rádio Top 100)             | 64            |
| Chile Anglo (Monitor Latino)                | 8             |
| Colombia Anglo (Monitor Latino)             | 1             |
| Costa Rica Anglo (Monitor Latino)           | 5             |
| Croácia (HRT)                               | 49            |
| Equador (Monitor Latino)                    | 20            |
| El Salvador (Monitor Latino)                | 10            |
| França (SNEP)                               | 67            |
| Guatemala Anglo (Monitor Latino)            | 1             |
| Honduras Anglo (Monitor Latino)             | 4             |
| Hungria (Single Top 40)                     | 36            |
| México Airplay (Billboard)                  | 2             |
| Panamá (PRODUCE)                            | 9             |
| Panamá (Monitor Latino)                     | 13            |
| Paraguai Anglo (Monitor Latino)             | 4             |
| Peru Digital Top 1000 (UNIMPRO)             | 584           |
| Polónia (Polish Airplay Top 100)            | 32            |
| Reino Unido UK Download (OCC)               | 95            |
| República Dominicana Anglo (Monitor Latino) | 6             |
| Uruguai Anglo (Monitor Latino)              | 9             |
| Venezuela Anglo (Monitor Latino)            | 6             |